# Тимченко, Виктор Васильевич
Ти́мченко Ви́ктор Васи́льевич (род. 15 февраля 1953, Барвенково, Харьковская область) — журналист, писатель

, редактор, телеведущий, эксперт по вопросам Восточной Европы. Родился 15 февраля 1953 года в г. Барвенково Харьковской области (Украина).

## Биография
Окончил факультет журналистики Киевского государственного университета имени Т. Шевченко. Работал в газетах «Молодь України» и «Київська правда», вел программу Украинского телевидения «Счастливая страница». Один из первых украинских шоу-ведущих. На Украине вышло несколько книг его публицистики и прозы, на сцене киевского Театра Киноактера была поставлена сатирическая комедия «Шабашечка» (режиссёр Марк Нестантинер).
В 1990 году переехал на родину жены в Германию. Работал редактором отдела газеты «Die Leipziger andere Zeitung» (DAZ), собственным корреспондентом в Германии украинских газет «Голос України», «Киевские ведомости», «День». Окончил факультет экономики и права Украинского свободного университета в Мюнхене, магистр экономики. С 2000 по 2005 год — редактор украинской редакции радиостанции «Deutsche Welle» в Кёльне и Бонне.
Печатается в украинской и немецкой периодике на темы Восточной Европы и Германии. Выпустил несколько книг политической аналитики:
- «Ich erwecke Russland mit Blut» — Wladimir Wolfowitsch Shirinowski («Я разбужу Россию кровью» — Владимир Вольфович Жириновский), Aufbau, Берлин, 1994.
- Rußland nach Jelzin (Россия после Ельцина), Rasch und Röhring, Гамбург, 1998.
- Putin und das neue Russland (Путин и новая Россия), Diederichs, Мюнхен, 2003. Эта книга вышла в 2005 году в переводе в России.
- Ukraine. Einblicke in den neuen Osten Europas (Украина. Знакомство с новым востоком Европы). Ch. Links Verlag, Берлин, 2009. Второе дополненное издание (в частности, с главой о деле Юлии Тимошенко) вышло в 2012 году.

- Chodorkowskij: Legenden, Mythen und andere Wahrheiten (Ходорковский: легенды, мифы и другие правдивые истории), Herbig, Мюнхен, 2012. Чешский перевод вышел в 2013 году.
- Час націоналізму (Время национализма), Media, Киев, 2013.

С 2009 по 2011 год был главным редактором русскоязычной газеты «Интеграл».
Член Союза немецких писателей (Verband deutscher Schriftsteller).